# 西澳副絨皮鮋
西澳副絨皮鮋為輻鰭魚綱鱸形目鮋亞目絨皮鮋科的其中一種，為熱帶海水魚，分布於西印度洋澳洲鯊魚灣海域，棲息在沿岸軟底質底層水域，生活習性不明。

## 扩展阅读
維基物種上的相關：西澳副絨皮鮋